# Merate
Merate (lombardul: Meraa) település Olaszországban, Lombardia régióban, Lecco megyében. Lakosainak száma 14 796 fő (2023. január 1.). Merate Cernusco Lombardone, Imbersago, Olgiate Molgora, Robbiate, Calco, Osnago, Ronco Briantino és Montevecchia községekkel határos.

## Népesség
A település lakossága az elmúlt években az alábbi módon változott:
| Lakosok száma | 14 828 | 14 891 | 14 796 |
|               | 2017   | 2018   | 2023   |